# Elizabeth Vesey

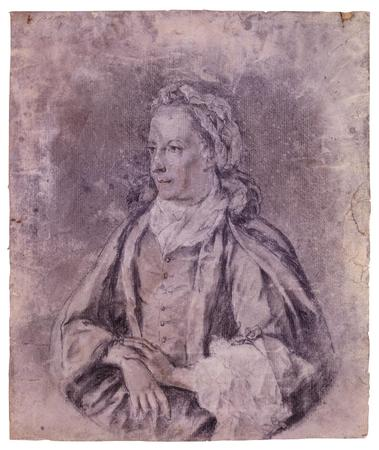
Porträt von Elizabeth Vesey zwischen 1755 und 1765 (unbekannter Künstler)

Elizabeth Vesey (* 1715 in Abbeyleix, Königreich Irland; † 1791 in Chelsea, London) war eine reiche irische Intellektuelle und Mitbegründerin der Blaustrumpfgesellschaft, einer Gesellschaft für Frauen, in deren Rahmen sie literarische und politische Diskussionen führten.

## Leben
Elizabeth Vesey war die Tochter von Sir Thomas Vesey, anglikanischer Bischof von Ossory (gestorben 1730), und seiner Frau Mary, geborene Muschamp (gestorben 1749). Die Familie hatte ein hohes gesellschaftliches Ansehen. Aufgrund ihrer mädchenhaften Figur und ihres koketten Witzes erhielt Vesey den Spitznamen Sylph (deutsch: „Sylphe“). Vor 1731 heiratete sie ihren ersten Ehemann William Hancock, der den Bezirk Fore im Parliament of Ireland vertrat und 1741 starb.
1746 heiratete sie Agmondesham Vesey aus Lucan, einen reichen Cousin und Mitglied im Parliament of Ireland als Vertreter für die Wahlbezirke Harristown im County Kildare und Kinsale im County Cork. Er war Hauptbuchhalter von Irland. Ihre beiden Ehen blieben kinderlos. Obwohl Agmondesham ihr in der ganzen Zeit untreu war, hielt sie nach außen die Fassade einer glücklichen Ehe aufrecht. Wegen epileptischer Anfälle benötigte Agmondesham Pflege von Elizabeth, hierbei wurde sie von einigen ihrer Freundinnen unterstützt. Zu den bekanntesten Freundinnen zählten Mary Delany, die sie in Irland kennenlernte, Margaret Cavendish Bentinck, Elizabeth Montagu, Elizabeth Carter, Frances Burney und Hannah More. Ihre engste Vertraute war die Schwester ihres ersten Ehemanns, deren Vorname nicht überliefert ist. Diese erledigte die meisten Aufgaben im Haushalt für Elizabeth und wurde von der Bekanntschaft Elizabeths höflich angenommen, schien sich aber immer im Hintergrund gehalten zu haben.
Mit ihrer engen Freundin Elizabeth Montagu richtete Elizabeth einen literarischen Salon ein, in dem Schlagabtäusche und intelligente Diskussionen wichtiger waren als das übliche Trinken, Kartenspielen und Liebeleien. Sie bezeichneten diesen Kreis als die bluestocking philosophers (dt. Blaustrumpf-Philosophen).
Aufgrund ihrer Ehe verbrachte Elizabeth sowohl im englischen London als auch im irischen Lucan ihre Zeit, verlegte aber mit der Zeit ihrem Lebensmittelpunkt in den Londoner Stadtteil Mayfair. Dort veranstaltete sie intellektuelle Empfänge in ihrem Salon, wo sich die Gäste über literarische Gegenstände austauschten. Diesem Kreis gehörten Frances Boscawen, Edmund Burke, David Garrick, Edward Gibbon, Samuel Johnson, Thomas Percy, Joshua Reynolds, Richard Sheridan, Adam Smith and Thomas Warton an. Elizabeth schrieb zwar auch selbst, veröffentlichte ihre Schriften jedoch nicht. Durch die Empfänge hatte sie aber einen literarischen Einfluss.
Ihre lebhafte Persönlichkeit und ihr Charme als Gastgeberin machten die von Elizabeth Versey ausgerichteten Blaustrumpftreffen zu einer beliebten gesellschaftlichen Veranstaltung. So notierte Mary Hamilton 1783, dass eine Vielfalt der gesellschaftlichen Schichten dort zusammen kamen und unabhängig von ihrem Stand respektvoll behandelt worden seien.
Ab 1782 verschlechterte sich der Gesundheitszustand von Elizabeth und ihrem Ehemann. Sie hatte Sorge, ihr Augenlicht und ihr Gehör zu verlieren. Agmondesham Vesey starb letztendlich am 3. Juni 1785. Während er seiner Mätresse 1000 Pfund hinterließ, wurde Elizabeth im Testament ihres Ehemanns nicht berücksichtigt. Zum Zeitpunkt ihrer Eheschließung hatte Elizabeth ihrem Mann ihr gesamtes Kapital überschrieben, so dass sie und ihre Schwägerin, Miss Hancock, mit relativer Armut konfrontiert wurden. Ihr einziges Einkommen waren gesetzlich festgeschriebene Mittel für Witwen und die Leibrente von Miss Hancock, wodurch die beiden jährlich insgesamt 800 Pfund zur Verfügung hatten. Sie erhielten zudem Hilfe von einigen Verwandten, so konnten sie 1788 in das Haus von Veseys Cousin Lord Cremorne in Chelsea ziehen.
In Chelsea litt Elizabeth an einer Depression. An den Treffen der Blaustrümpfe nahm sie seltener teil und sie nahm nicht mehr eine zentrale Rolle in der Gesellschaft ein. Freunde vermuteten den Grund ihrer Depression in ihrer mangelnden religiösen Überzeugung. Ihre Vertraute Miss Hancock starb im Januar 1789, Elizabeth starb Anfang 1791.

## Rezeption
Judy Chicago widmete Elizabeth Vesey eine Inschrift auf den dreieckigen Bodenfliesen des Heritage Floor ihrer 1974 bis 1979 entstandenen Installation The Dinner Party. Die mit dem Namen Elizabeth Vesey beschrifteten Porzellanfliesen sind dem Platz mit dem Gedeck für Mary Wollstonecraft zugeordnet.